# 창춘 남역
창춘 남역(중국어: 长春南站)은 중국 지린성 창춘시 카이윈가 3881호에 위치한 징하 철로의 철도역이다. 1906년 건설되었으며, 우편번호는 130012이다. 현재 본역은 화물 운송 업무를 위주로 하고 있으며, 주로 디이 자동차 그룹에서 운영하고 있다.

## 인접 정차역
- 징하선
  - 다툰역 ← 12 km 창춘 남역 8 km → 창춘역

## 같이 보기
- 창춘역